# اريا والاس
اريا والاس (بالإنجليزية: Aria Wallace)‏ مواليد 3 نوفمبر 1996 في أتلانتا، جورجيا، الولايات المتحدة، هي ممثلة أمريكية بدأت مسيرتها الفنية عام 2002.

## وصلات خارجية
- الموقع الرسمي
- اريا والاس على موقع IMDb (الإنجليزية)
- اريا والاس على موقع ألو سيني (الفرنسية)
- اريا والاس على موقع ميوزك برينز (الإنجليزية)
- اريا والاس على موقع أول موفي (الإنجليزية)
- اريا والاس على موقع قاعدة بيانات الفيلم (الإنجليزية)
- اريا والاس على موقع كينوبويسك (الروسية)